# Halowe Mistrzostwa Świata w Lekkoatletyce 2018 – siedmiobój mężczyzn
Siedmiobój mężczyzn – jedna z konkurencji rozgrywanych podczas halowych lekkoatletycznych mistrzostw świata w Arena Birmingham w Birmingham.
Tytułu mistrzowskiego nie bronił Amerykanin Ashton Eaton.

## Terminarz
| Data    | Godzina |                                |
| ------- | ------- | ------------------------------ |
| 2 marca | 10:00   | Bieg na 60 metrów              |
| 2 marca | 10:40   | Skok w dal                     |
| 2 marca | 12:00   | Pchnięcie kulą                 |
| 2 marca | 19:45   | Skok wzwyż                     |
| 3 marca | 10:00   | Bieg na 60 metrów przez płotki |
| 3 marca | 11:05   | Skok o tyczce                  |
| 3 marca | 19:50   | Bieg na 1000 metrów            |

## Wyniki
| WR – rekord świata \| CR – rekord mistrzostw świata \| NR – rekord kraju \| AR – rekord kontynentu \| WL – najlepszy wynik na listach światowych w sezonie 2018 \| SB – najlepszy wynik w sezonie \| PB – rekord życiowy |

### Klasyfikacja końcowa
Źródło: IAAF
     Najlepsze wyniki w konkurencji
| Pozycja | Zawodnik             | Reprezentacja     | 60m  | LJ   | SP    | HJ   | 60m H | PV   | 1000m   | Punkty | Uwagi   |
| ------- | -------------------- | ----------------- | ---- | ---- | ----- | ---- | ----- | ---- | ------- | ------ | ------- |
| 01 !    | Kévin Mayer          | Francja           | 6,85 | 7,55 | 15,67 | 2,02 | 7,83  | 5,00 | 2:39,64 | 6348   | WL · SB |
| 02 !    | Damian Warner        | Kanada            | 6,74 | 7,39 | 14,90 | 2,02 | 7,67  | 4,90 | 2:37,12 | 6343   | NR      |
| 03 !    | Maicel Uibo          | Estonia           | 7,20 | 7,41 | 14,30 | 2,17 | 8,19  | 5,30 | 2:38,51 | 6265   | PB      |
| 4.      | Kai Kazmirek         | Niemcy            | 7,15 | 7,68 | 14,55 | 2,05 | 7,95  | 5,20 | 2:42,15 | 6238   | PB      |
| 5.      | Eelco Sintnicolaas   | Holandia          | 6,96 | 7,15 | 14,09 | 1,90 | 7,97  | 5,30 | 2:45,93 | 5997   | SB      |
| 6.      | Zach Ziemek          | Stany Zjednoczone | 6,89 | 7,21 | 13,48 | 2,02 | 8,14  | 5,10 | 2:51,73 | 5941   |         |
| 7.      | Ruben Gado           | Francja           | 6,99 | 7,26 | 13,61 | 1,96 | 8,47  | 5,10 | 2:38,86 | 5927   |         |
| 8.      | Dominik Distelberger | Austria           | 6,93 | 7,35 | 13,04 | 1,93 | 7,98  | 4,80 | 2:41,49 | 5908   |         |
| 9.      | Jan Doležal          | Czechy            | 7,04 | 7,04 | 14,82 | 1,96 | 8,20  | 4,70 | 2:47,99 | 5775   |         |
| 10 !    | Ołeksij Kasjanow     | Ukraina           | 6,95 | 7,43 | 14,16 | 2,02 | DSQ   | DNS  |         | DNF    |         |
| 10 !    | Lindon Victor        | Grenada           | 6,98 | 5,55 | 15,54 | NM   | DNS   |      |         | DNF    |         |
| 10 !    | Kurt Felix           | Grenada           | 7,21 | 6,93 | 14,39 | DNS  |       |      |         | DNF    |         |